# Салимжанова, Фаадия Файзрахмановна
Фаадия Файзрахмановна Салимжанова (до замужества — Файзрахманова) (род. 1 февраля 1935, Балтасинский район, Татарская АССР) — советская лыжница. Участница зимних Олимпийских игр 1968 года.

## Биография
Родилась 1 февраля 1935 года в Балтасинском районе Татарской АССР.
Выступала в соревнованиях по лыжным гонкам за московские «Буревестник» и «Спартак». Девять раз выигрывала медали чемпионатов СССР: на её счету пять серебряных медалей (в эстафете 4х5 км в 1957—1958, 1961 и 1967 годах, на дистанции 10 км в 1963 году) и четыре бронзовых (на дистанции 10 км в 1957 году, на дистанции 5 км в 1968 году, в эстафете 4х5 км в 1968—1969 годах). Выступала за сборную Москвы вместе с Радьёй Ерошиной, Алевтиной Колчиной, Верой Ачкасовой, Марией Гусаковой, Галиной Пилюшенко.
Дважды завоёвывала медали зимних Универсиад. В 1960 году в Шамони победила на дистанции 8 км (под фамилией Файзрахманова), в 1962 году в Виллар-сюр-Олон стала третьей, уступив уже имевшим опыт выступления на зимних Олимпийских играх Стефании Бегун из Польши и Крастане Стоевой из Болгарии.
В 1968 году вошла в состав сборной СССР на зимних Олимпийских играх в Гренобле. На дистанции 10 км заняла 13-е место, показав результат 39 минут 10,3 секунды и уступив 2 минуты 23,8 секунды завоевавшей золото Тойни Густафссон из Швеции.
Мастер спорта СССР по лыжному спорту (1957). Мастер спорта СССР международного класса.